# 吊钹

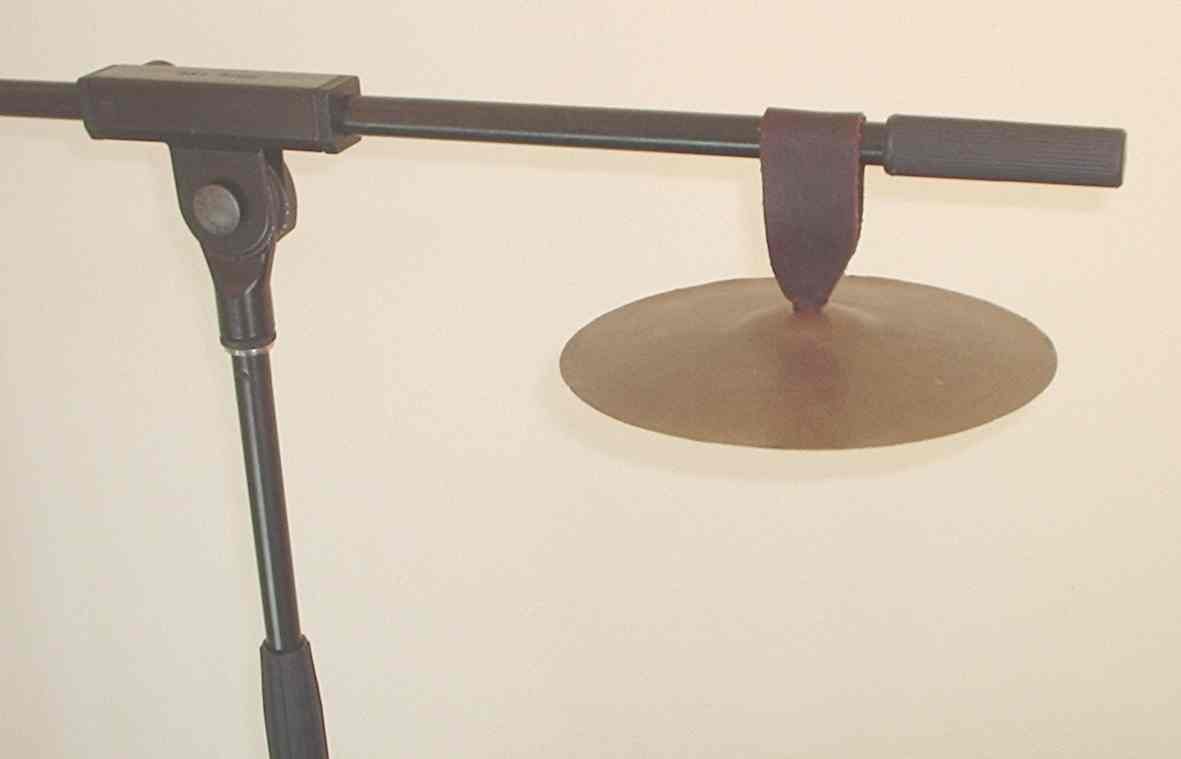
吊鈸

吊鈸（英語：Suspended Cymbal）是常用的敲擊樂器，由於聲音透過鈸片本身的震動所發聲，因此歸納為體鳴樂器的一種。它和踫鈸的構造基本上是相同，只是吊鈸借助鼓槌敲打，鈸片震動附近的空氣粒子而產生聲音，因此只需使用一片便可以。不過現代不論是演奏流行音樂，還是古典音樂，都很多機會用上超過一片吊鈸。

## 運用及演奏方法
在古典音樂中，自古典時期後段至浪漫樂派初期，作曲家已經應用踫鈸和吊鈸，並以文字或圖示來區分踫鈸和吊鈸，較常用的方法是以「o」和「+」來區分踫鈸和吊鈸，也有用上「tr」和碎音線來表示吊鈸滾奏。由於早期並沒有特別發明支撐架去掛起吊鈸，敲擊樂手往往都只是利用其中一片踫鈸，一手持鈸片並將其下垂，另一手持鼓槌擊打；後來懂得運用金屬支撐架，將吊鈸掛起（如右圖），令演奏時較方便；隨著爵士鼓的流行，現時則有專門的吊鈸鈸片和支撐架。